# Microcythere schyttei
Microcythere schyttei är en kräftdjursart som beskrevs av Hartmann 1957. Microcythere schyttei ingår i släktet Microcythere, och familjen Microcytheridae. Arten har ej påträffats i Sverige.